# Certima gorgosaria
Certima gorgosaria là một loài bướm đêm trong họ Geometridae.